# Paraleptomys rufilatus
Paraleptomys rufilatus és una espècie de mamífer rosegador de la família dels múrids. Viu a altituds d'entre 1.200 i 1.700 msnm a Indonèsia i Papua Nova Guinea. El seu hàbitat natural són els boscos montans tropicals. Està amenaçat per la caça i la desforestació. El seu nom específic, rufilatus, significa ‘de flancs vermells’ en llatí.